# Hovshólmur
Hovshólmur est un îlot des îles Féroé appartenant à la commune de Porkeri. Il est situé à proximité de la commune de Hov et du fjord de Hovsfjørður. Avec ses 1,7 hectare, il est le neuvième plus grand îlot des îles Féroé.